# Comuna Lăpuș, Maramureș
Lăpuș (în maghiară: Oláhlápos, în germană: Wallachisch Laposch) este o comună în județul Maramureș, Transilvania, România, formată numai din satul de reședință cu același nume.

## Demografie
Componența etnică a comunei Lăpuș
     Români (94,81%)
     Alte etnii (0,34%)
     Necunoscută (4,85%)
Componența confesională a comunei Lăpuș
     Ortodocși (91,06%)
     Greco-catolici (2,01%)
     Alte religii (1,95%)
     Necunoscută (4,97%)
Conform recensământului efectuat în 2021, populația comunei Lăpuș se ridică la 3.278 de locuitori, în scădere față de recensământul anterior din 2011, când fuseseră înregistrați 3.709 locuitori. Majoritatea locuitorilor sunt români (94,81%), iar pentru 4,85% nu se cunoaște apartenența etnică. Din punct de vedere confesional, majoritatea locuitorilor sunt ortodocși (91,06%), cu o minoritate de greco-catolici (2,01%), iar pentru 4,97% nu se cunoaște apartenența confesională.

## Politică și administrație
Comuna Lăpuș este administrată de un primar și un consiliu local compus din 13 consilieri. Primarul, Cristina Buda[*], de la Partidul Național Liberal, este în funcție din octombrie 2020. Începând cu alegerile locale din 2024, consiliul local are următoarea componență pe partide politice:
|  | Partid                          | Consilieri | Componența Consiliului | Componența Consiliului | Componența Consiliului | Componența Consiliului | Componența Consiliului | Componența Consiliului | Componența Consiliului | Componența Consiliului | Componența Consiliului | Componența Consiliului |
|  | ------------------------------- | ---------- | ---------------------- | ---------------------- | ---------------------- | ---------------------- | ---------------------- | ---------------------- | ---------------------- | ---------------------- | ---------------------- | ---------------------- |
|  | Partidul Național Liberal       | 10         |                        |                        |                        |                        |                        |                        |                        |                        |                        |                        |
|  | Partidul Social Democrat        | 2          |                        |                        |                        |                        |                        |                        |                        |                        |                        |                        |
|  | Alianța pentru Unirea Românilor | 1          |                        |                        |                        |                        |                        |                        |                        |                        |                        |                        |

## Vezi și
- Biserica de lemn din Lăpuș
- Codrii seculari de la Strâmbu - Băiuț (sit inclus în rețeaua europeană Natura 2000)
- Valea Izei și Dealul Solovan (sit de importanță comunitară)
- Valea Izei și Dealul Solovan (arie de protecție specială avifaunistică)